# Митрушина Тетяна Георгіївна
Митрушина Тетяна Георгіївна  (1948—2013) — радянська, українська і російська акторка. Заслужена артистка Росії (1999).

## Життєпис
Народилася 29 квітня 1948 року. Закінчила Київський державний інститут театрального мистецтва ім. І. Карпенка-Карого (1970).
Працювала в літературному театрі «Слово» Бюро пропаганди Спілки письменників України. З 1976 р. — акторка Київської кіностудії ім. О. П. Довженка.
Знялася у стрічках: «Переходимо до любові» (Зіна), «Розклад на завтра» (Марія Миколаївна), «Талант» (епіз.), «Свято печеної картоплі» (епіз.), «Спогад» (мати), «Будинок під пекучим сонцем» (Люся, «Узбекфільм»), «Будьте напоготові, Ваша Високість!», «Сімейне коло» (жінка), «Весільний вінок» (мачуха), «Київські зустрічі» (новела «Дотик», вчителька), «Випадкова куля» («Грузія-фільм»), «Платон мені друг» (Неля), «Під свист куль» (Степанида), «Любов під псевдонімом» (Тетяна), «Острів співучих пісків» (Марина), «Житіє святих сестер» (Мартирія), «Третій вимір» (Рая), «Гори димлять» (1989), «Дама з папугою» та ін.
З 1995 р.— у Москві.
Була членкинею Спілки кінематографістів України (1982—1995).
Пішла з життя 23 жовтня 2013 р.